# Ziegelpfortenturm

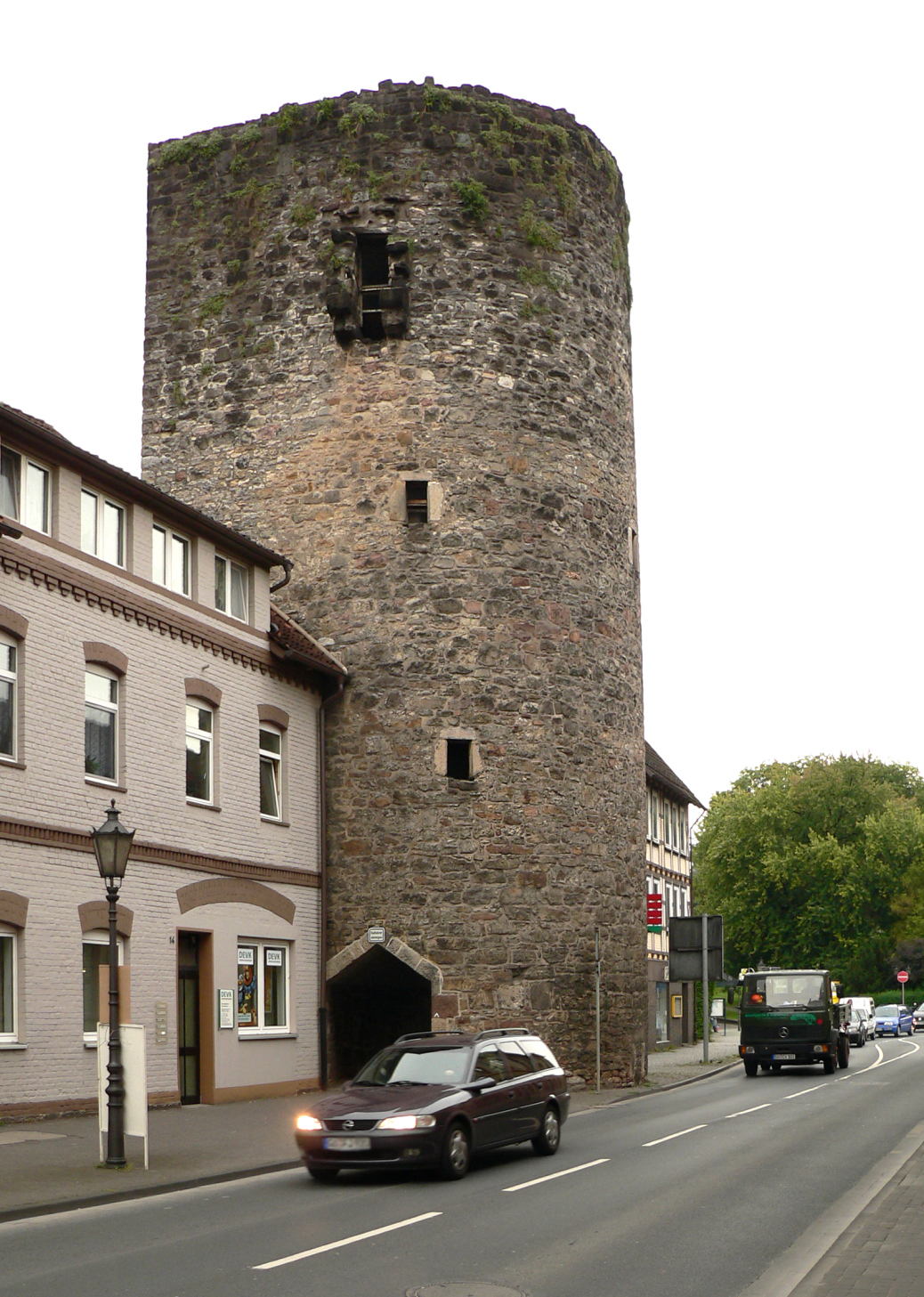
Ziegelpfortenturm (2007)

Der Ziegelpfortenturm ist ein früherer Wehrturm in Hann. Münden in Südniedersachsen. Der 21 Meter hohe Turm gehörte zur mittelalterlichen Stadtbefestigung Münden und wurde als Mauerturm der Stadtmauer errichtet.
Der Ziegelpfortenturm befindet sich auf der Südseite des mittelalterlichen Stadtkerns. In diesem Bereich verlief die Stadtmauer grob in West-Ost-Richtung. Die nächsten Türme bzw. Anlagen der Stadtbefestigung sind der rund 75 Meter westlich gelegene Fährenpfortenturm und die etwa 100 Meter südöstlich liegende Mündener Rotunde. Der Turm springt aus der Straßenflucht mit dem Gebäudebestand der Fuldabrückenstraße hervor. Auf der gegenüberliegenden Straßenseite befindet sich ein historisches Produktionsgebäude des Unternehmens Haendler & Natermann. Als die Straße Anfang des 20. Jahrhunderts aus verkehrstechnischen Gründen eine Verbreiterung erfuhr, wurde der Gehweg für Fußgänger zu schmal. Deswegen erhielt der Turm um 1930 im unteren Bereich zwei 2,6 Meter hohe Durchbrüche für einen Fußweg. Der Zugang zum Turm lag früher auf einem nördlich zur Altstadt gelegenen Grundstück an der Radbrunnenstraße. Heute ist er zugemauert. Der Turm kann nur über eine außen angebrachte Metallleiter durch einen Zugang in 6 Meter Höhe betreten werden. Innen verfügt der Turm über zwei Ebenen aus Holz.
Benannt ist der Turm nach der Ziegelpforte in der Stadtmauer. Früher lief die Ziegelstraße auf diese Pforte zu, in deren Verlängerung ein Weg zu einer Ziegelei in Bonaforth führte.

## Siehe auch

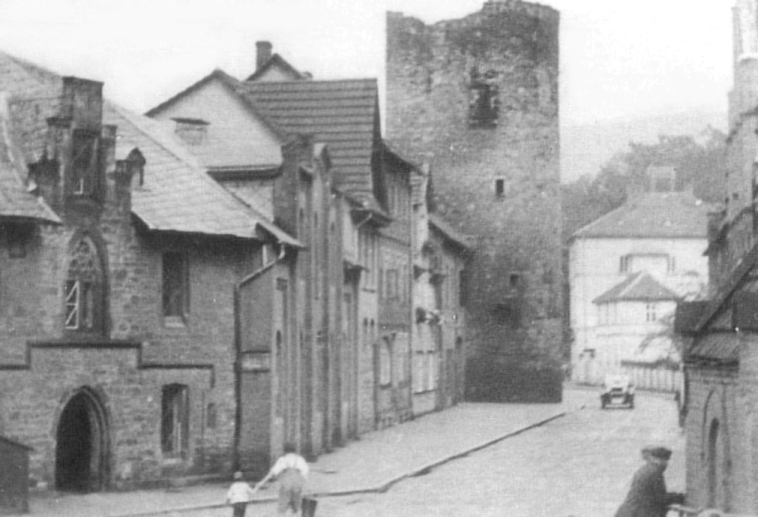
Der Ziegelpfortenturm noch ohne Fußgängerdurchbruch, um 1915